# Tomás Alvira
Tomás Alvira Alvira (Villanueva de Gállego, Zaragoza, 17 de enero de  1906 - Madrid, 7 de mayo de 1992) fue un pedagogo y edafólogo español.  

## Vida
Nació en Villanueva de Gállego, un pueblo situado a once kilómetros de Zaragoza en dirección a Huesca. En el mismo pueblo en el que habían nacido su padre y su abuelo, ambos llamados Tomás. Su abuelo fue maestro en Villanueva y murió ejerciendo la profesión a los 54 años. Tuvo doce hijos con su mujer Antonia. Los abuelos maternos, León y Pascuala vivían de los rendimientos obtenidos por el comercio y algunos campos de cereales y viñedos que tenían en propiedad. Su abuelo León era secretario de ayuntamiento. Cuando nació Tomás, su padre ya era maestro de Villanueva, en la misma escuela que había dejado vacante su abuelo al morir. Un año antes se había casado con Teresa Alvira, una chica de Lanaja (Huesca). Eran primos hermanos y tuvieron que pedir dispensa canónica en razón de parentesco. 
Cuando tenía dos años, al aprobar su padre una oposición de Magisterio en Zaragoza, se traslada todo la familia a la capital aragonesa. Allí acude a la escuela de Montemolín, lindante con la calle Miguel Servet. Dio su primera clase a los nueve años. Esto fue porque su padre, le pidió que diera una clase a los niños de siete años. Quería ver cómo se defendía: "Explícale los ángulos", le dijo su padre, haciendo como que se iba de clase. Tomás se dirigió a la pizarra y dibujó dos circunferencias y cuatro rayas, como si se tratase de dos esferas de reloj. Y comenzó a explicarles los ángulos: rectos, agudos y obtusos: "mirad, esto son las tres, las cinco, las seis".
Tras realizar el Bachillerato en el Instituto de Zaragoza, se matricula en Químicas en la Facultad de Ciencias de la Universidad de Zaragoza en 1922. A partir de 1928, fue profesor en diversos centros: dio clase en un colegio de los Escolapios; fue ayudante de cátedra del Instituto de Logroño; profesor auxiliar de la Escuela de Peritos; profesor del Colegio femenino La Enseñanza; Director Técnico de la Academia Politécnica.
En 1934 le encontramos de Director del Instituto de Cervera del Río Alhama, cuyo claustro estaba compuesto por profesores de todo tipo de ideología política: desde los radicales de izquierda hasta los de derecha, lo que revela su talante dialogante y conciliador.
Durante las primeras semanas del mes de julio de 1936 se trasladó a Madrid para las oposiciones de agregado de Instituto. Estuvo residiendo en El Rolmo, un hostal pequeño, cuyas ventanas daban a la Gran Vía. Empezó las oposiciones con buena letra: al terminar el cuarto ejercicio le aventajaba solo un opositor. Ya tenía planeado su futuro: en cuanto terminara la prueba final, regresaría a Zaragoza para casarse con Paquita, una antigua alumna de su padre en el Grupo escolar "José Gascón y Marín", a la que conocía desde enero de 1926 en un viaje de estudios que realizó en Barcelona.
Al poco tiempo, se reencuentra con José María Albareda, viejo conocido de la Universidad de Zaragoza, y le presenta a dos jóvenes, fieles del Opus Dei: el ingeniero argentino Isidoro Zorzano y el médico madrileño Juan Jiménez Vargas. Comienza a estudiar con ellos en la pensión en la que se aloja Albareda, situada en la calle Menéndez Pelayo, en frente del Parque de El Retiro.
El 1 de septiembre de 1937, conoce a Josemaría Escrivá, fundador del Opus Dei, donde oye hablar por primera vez de la posibilidad de ser santo en la vida cotidiana, en el trabajo profesional, tanto en el celibato como en el matrimonio. Tras solicitar su admisión el 21 de febrero de 1947, Tomás será la primera persona que se proponga vivir el ideal cristiano en el matrimonio según el carisma del Opus Dei.
Al poco de conocer a San Josemaría, decide atravesar a pie los Pirineos, junto con este y otros fugitivos, y así reunirse con su familia, que ha quedó en la otra parte de España. A causa del hambre y de largo tiempo caminando, Tomás, pierde las fuerzas, y el guía ordena que se siga adelante abandonando allí a Tomás. "No puede poner en peligro a toda la expedición". Pero tras una conversación de San Josemaría con el guía, decide cambiar de opinión y parar un rato a descansar. Por fin llegan al otro lado; y en 1939, cuando termina la guerra, comienza a trabajar por un corto periodo de tiempo en un Instituto de Gijón.
El 16 de junio de 1939, se casa con Francisca Domínguez (Paquita) en la iglesia de San Gil Abad de Zaragoza. También será en este año, cuando comience a dar clases en el Instituto Ramiro de Maeztu, donde llega a conocer a un profesorado excepcional: Gerardo Diego, Guillermo Díaz-Plaja, Antonio Millán-Puelles, Rafael Lapesa, Valentín García Yebra, el futuro premio Nobel Vicente Aleixandre...
En 1941 obtiene plaza de catedrático en el Instituto Ramiro de Maeztu de Madrid, donde había trabajado desde su fundación. Allí, en 1942 es nombrado Jefe de estudios de Muley El-Medhí, hijo del Jalifa de Marruecos. Durante este periodo, se tiene que preparar su tesis doctoral en el Instituto de Edafología. Entre 1944 y 1960 es secretario del Instituto de Edafología del CSIC, en Madrid.
En 1945 obtiene en propiedad la cátedra de Instituto de Ciencias Físicas Naturales. Entre 1951 y 1958 es Director del Colegio Infanta María Teresa -colegio de Huérfanos de la Guardia Civil-; allí será donde ponga en práctica sus teorías pedagógicas, ajenas a cualquier clasismo y discriminación.En 1957 fue nombrado Consejero Nacional de Educación. 
En los años sesenta, Tomás viaja con Paquita a diversos lugares de Europa, dentro de las actividades organizadas por la Dirección General de Enseñanza Media. De esta manera, visitaron el sur de Francia e Italia (1962), Portugal (1963), Suiza, Austria y norte de Italia; Francia, Bélgica y Holanda (1966), Grecia y Tierra Santa (1967), Grecia, Turquía, Rumania, Yugoslavia y Sicilia (1969). En el viaje de 1962, fueron recibidos, junto con la comitiva con la que viajaban, por el papa Juan XXIII.
Participa posteriormente en la creación de Fomento de Centros de Enseñanza. Desde 1973 a 1976 es Vicedirector del Centro Experimental del Instituto de Ciencias de la Educación (ICE) de la Universidad Complutense; y seguidamente, Director de la Escuela Universitaria de Fomento de Centros de Enseñanza. Su máxima innovación fue la creación del Aula viva.
El 9 de diciembre de 1977, se funda la Escuela Universitaria del Profesorado "Fomento de Centros de Enseñanza", dirigida por Tomás Alvira, y en 1997 el Centro de Enseñanza Superior Villanueva, ambos como centros adscritos a la Universidad Complutense de Madrid. Los dos centros adscritos se integran para crear la Universidad Villanueva, reconocida como universidad privada por Ley 5/2019, de 20 de marzo (Boletín Oficial de la Comunidad de Madrid de 28 de marzo y Boletín Oficial del Estado de 5 de julio), autorizándose el inicio de actividades de la universidad en el curso académico 2020-2021 por decreto 55/2020, de 8 de julio, del Consejo de Gobierno, publicado en el Boletín Oficial de la Comunidad de Madrid Núm. 166 con fecha 10 de julio de 2020.
Inició el Centro de COU de Fomento de Centros de Enseñanza y la Escuela Universitaria del Profesorado de la misma Institución, en la que fue director hasta 1986.

## Causa de canonización
El proceso de beatificación de Tomás junto con su mujer Paquita, se desarrolló en Madrid, entre el 19 de febrero de 2009 y el 25 de septiembre de 2012. Desde entonces se están elaborando las dos Positio por separado.

### Aula viva
La innovación esencial de su pensamiento pedagógico es lo que denominó como Aula Viva la cual definía como: "aquella en la que el profesor no sólo tiene en cuenta la memoria
de los alumnos que se refleja en los exámenes, sino también el entendimiento y la voluntad. La que hace pensar a cada alumno cultivando su personalidad y potenciando su libertad, porque libre es el que piensa por cuenta propia, con la debida preparación, y no repite inconscientemente lo que otros le dicen". Y explicaba: Aula viva "es aquella en la que el profesor procura despertar en el alumno el deseo de saber, de amor al saber, considerándolo como un bien en sí mismo. No podemos instar a los alumnos al estudio por el premio o por el castigo ¡hay que lograr que sientan deseo de saber!"
Su pedagogía se oponía al conservadurismo y a las rigideces. "Era —me atrevería a decir— una mezcla de comprensión y profundo respeto hacia el alumno, en perfecto equilibrio con la exigencia. Hablaba con ternura, con cariño —recuerda uno de sus discípulos—. No le teníamos miedo, y sin embargo, infundía un gran respeto". Consiguió conjugar exigencia y respeto con un afecto y un cariño auténtico por sus alumnos. Eso explica esta aparente paradoja: la mayoría de sus discípulos destacan en él su ternura, y afirman al mismo tiempo que era un hombre de carácter fuerte. Fortaleza y ternura; exigencia y cariño: posiblemente éste era su secreto.

## Premios y reconocimientos[14]
- Primera medalla de oro del Instituto Ramiro de Maeztu.
- Comendador con placa de la Orden de África.
- Comendador con placa de la Orden de Alfonso X el Sabio.

### Obras de Tomás Alvira
Durante el periodo 1963-1977, Tomás Alvira publicó dieciséis libros. De ellos, catorce son libros de texto —cuatro para la Dirección General de Enseñanza Media y diez para la editorial Magisterio Español—. 
Entre ellos destacan:
- Los padres, primeros educadores. Madrid: Mundo Cristiano, 1972, 48 pp.
- Cómo ayudar a nuestros hijos. Barcelona: Planeta, 1976, 150 pp.
- El "Ramiro de Maeztu", pedagogía viva. Madrid: Rialp, 1992, 293 pp.

### Biografías
- Méndiz, Alfredo. Tomás Alvira. Vida de un educador (1906-1992). Madrid: Rialp, 2022, 369 pp, ISBN: 9788432163005.[15]
- Vázquez, Antonio. Un hogar luminoso y alegre. Matrimonio Alvira. Madrid: Palabra, 2005, 1ª, 92 pp. Traducido al francés: Vázquez, Antonio, Un foyer lumineux et joyeux. Paquita et Tomas Alvira. París: Le Laurier, 2015, 1ª ed. francesa, 64 pp.
- Vázquez Galiano, Antonio. Tomás Alvira y Paquita Domínguez. La aventura de un matrimonio feliz. Madrid: Palabra, 2007, 1ª, 397 pp.
- Vázquez, Antonio. Tomás Alvira. Una pasión por la familia, un maestro de la educación. Madrid: Palabra, 1997, 1ª, 333 pp. (1998, 2ª; 1999, 3ª). Traducido al italiano: Vázquez, Antonio, Tomás Alvira: una passione per la famiglia. Un maestro dell’educazione, Milano, Ares, 1999, 1ª ed. italiano, 303 pp.

### Otras publicaciones
- Fomento de Centros de Enseñanza. Fomento: 50 años. Madrid: Editora Social y Cultural, 2014, 1ª, 258 pp.